# Shinya Nasu
Shinya Nasu (født 29. december 1978) er en tidligere japansk fodboldspiller.
Han har spillet for flere forskellige klubber i sin karriere, herunder Ventforet Kofu og FC Gifu.